# مارتينس جيسفيتشيوس
مارتينس جيسفيتشيوس (بالليتوانية: Martynas Gecevičius)‏ مواليد 16 مايو 1988 في فيلنيوس، الجمهورية الليتوانية السوفيتية الاشتراكية، هو لاعب كرة سلة ليتواني. بدأ مسيرته الاحترافية في سنة 2004. يلعب في الدوري الإسباني لكرة السلة. يحمل الرقم 13. يبلغ طوله 6 قدم 4 بوصة (1.9 م). حقق المركز الثالث في بطولة كأس العالم لكرة السلة 2010.

## المسيرة الاحترافية
لعب مع نادي ساكالي لكرة السلة من سنة 2004 إلى 2007، ثم لعب مع ليتوفوس رايتس من سنة 2007 إلى 2011، ثم لعب مع نادي أولمبياكوس لكرة السلة من سنة 2011 إلى 2013، ثم لعب مع باسكت سرقسطة 2002 في الدوري الإسباني في سنة 2016.

## الميداليات
| الميدالية | المسابقة                         |
| --------- | -------------------------------- |
| برونزية   | بطولة كأس العالم لكرة السلة 2010 |

## روابط خارجية
- مارتينس جيسفيتشيوس على موقع الاتحاد الدولي لكرة السلة (الإنجليزية)
- مارتينس جيسفيتشيوس على موقع الدوري الأوروبي لكرة السلة (الإنجليزية)
- مارتينس جيسفيتشيوس على موقع الدوري الإسباني لكرة السلة (الإسبانية)
- مارتينس جيسفيتشيوس على موقع كرة السلة الأوروبية.كوم (الإنجليزية)
- مارتينس جيسفيتشيوس على موقع ريلجم (الإنجليزية)
- مارتينس جيسفيتشيوس على موقع بروبوليرز (الإنجليزية)
- مارتينس جيسفيتشيوس على موقع سبورتس رفرنس (الإنجليزية)